# Antonio Rossetti
Antonio Rossetti (Sant'Antonio a Trebbia, 2 agosto 1908 – Piacenza, 10 aprile 1984) è stato un calciatore e allenatore di calcio italiano, di ruolo attaccante.

## Caratteristiche tecniche
Giocava come ala o mezzala, ruoli in cui era favorito per la sua velocità che aveva affinato praticando l'atletica leggera.

## Carriera

### Giocatore
Soprannominato Tugnin, inizia l'attività nel Piacenza, con cui vince il campionato emiliano boys nel 1921, a soli 13 anni. In seguito gioca nell'Edera e nel Pro Piacenza, impegnate nei campionati uliciani, e poi torna al Piacenza debuttando in prima squadra nel campionato di Seconda Divisione 1924-1925. Nella stagione successiva disputa una sola partita, il 4 luglio 1926 sul campo del Gonzaga; convocato come riserva, è costretto a giocare in porta per l'improvvisa indisponibilità sia del portiere Filippini che del mediano Aldo Gobbi, e subisce tre reti.
A partire dalla stagione 1927-1928 diventa stabilmente titolare nel ruolo di ala, che mantiene fino al 1934 quando insieme al compagno d'attacco Giuseppe Cella passa al Parma a causa delle difficoltà economiche della società biancorossa. Con i ducali ha poca fortuna, totalizzando 5 presenze con una rete, e a fine stagione fa ritorno al Piacenza. Resta in forza ai biancorossi, sia pur come riserva, fino al campionato 1938-1939, al termine del quale si ritira all'età di 31 anni.
Con il Piacenza ha totalizzato 192 presenze e 68 reti in campionato, che lo rendono il secondo miglior marcatore in assoluto della storia dopo Giuseppe Cella. Detiene inoltre il record del maggior numero di stagioni disputate con gli emiliani (14).

### Allenatore
Terminata la carriera agonistica, è stato allenatore del Piacenza nella stagione 1940-1941 componendo la commissione tecnica con Ernesto Bertocchi e Alfredo Massari. Nel dopoguerra guida anche il Rivergaro, nel campionato di Promozione 1947-1948 e fino al 1952, e le riserve del Piacenza.

### Presenze e reti nei club
| Stagione        | Squadra         | Campionato      | Campionato | Campionato | Coppe nazionali | Coppe nazionali | Coppe nazionali | Totale | Totale |
| Stagione        | Squadra         | Comp            | Pres       | Reti       | Comp            | Pres            | Reti            | Pres   | Reti   |
| --------------- | --------------- | --------------- | ---------- | ---------- | --------------- | --------------- | --------------- | ------ | ------ |
| 1924-1925       | Piacenza        | SD              | 5          | 0          | -               | -               | -               | 5      | 0      |
| 1925-1926       | Piacenza        | SD              | 1          | −3         | -               | -               | -               | 1      | −3     |
| 1926-1927       | Piacenza        | SD              | 2          | 0          | -               | -               | -               | 2      | 0      |
| 1927-1928       | Piacenza        | SD              | 18+2       | 8+1        | -               | -               | -               | 20     | 9      |
| 1928-1929       | Piacenza        | PD              | 14         | 1          | -               | -               | -               | 14     | 1      |
| 1929-1930       | Piacenza        | PD              | 27         | 11         | -               | -               | -               | 27     | 11     |
| 1930-1931       | Piacenza        | PD              | 26         | 9          | -               | -               | -               | 26     | 9      |
| 1931-1932       | Piacenza        | PD              | 21         | 8          | -               | -               | -               | 21     | 8      |
| 1932-1933       | Piacenza        | PD              | 21         | 12         | -               | -               | -               | 21     | 12     |
| 1933-1934       | Piacenza        | PD              | 21+6       | 7+1        | -               | -               | -               | 27     | 8      |
| 1934-1935       | Parma           | PD              | 5          | 1          | -               | -               | -               | 5      | 1      |
| 1935-1936       | Piacenza        | C               | 13         | 6          | CI              | 0               | 0               | 13     | 6      |
| 1936-1937       | Piacenza        | C               | 5          | 1          | CI              | 2               | 1               | 7      | 2      |
| 1937-1938       | Piacenza        | C               | 15         | 5          | CI              | 1               | 0               | 16     | 5      |
| 1938-1939       | Piacenza        | C               | 3          | 0          | CI              | 1               | 1               | 4      | 1      |
| Totale Piacenza | Totale Piacenza | Totale Piacenza | 192+8      | 68+2       | -               | 4               | 2               | 204    | 72     |
| Totale carriera | Totale carriera | Totale carriera | 197+8      | 69+2       | -               | 4               | 2               | 209    | 73     |

## Palmarès

### Giocatore
- Seconda Divisione: 1

Piacenza: 1927-1928